# Bari-Palesei repülőtér
A Bari-Palesei repülőtér vagy Karol Wojtyła nemzetközi repülőtér (olasz nyelven: Aeroporto di Bari-Karol Wojtyła) (IATA: BRI, ICAO: LIBD) Olaszország egyik nemzetközi repülőtere. Puglia régiójában fekszik, Bari városának központjától 8 kilométerre északnyugati irányban. A repülőteret Palese-Macchie vagy Bari-Palesének is nevezik a városnegyed után, melynek területén található. Jelentősen kibővítették 2005–2006-ban, amikor új terminált, irányítótornyot és többszintes parkolóházat építettek hozzá. Ekkor nevezték el II. János Pál pápáról. Éves utasforgalma 6 205 461 fő (2022). Üzemeltetője az Aeroporti di Puglia.

## Légitársaságok és úticélok
| Légitársaság                  | Célállomások |
| ----------------------------- | --- |
| Aegean Airlines               | Szezonális charter: Rodosz |
| Air Cairo                     | Sarm es-Sejk |
| Air Dolomiti                  | München |
| Air France                    | Szezonális: Párizs–Charles de Gaulle, Paris–Orly |
| Albawings                     | Tirana |
| Austrian Airlines             | Szezonális: Bécs |
| Blue Air                      | Bukarest, Torino |
| British Airways               | Szezonális: London–Gatwick |
| Brüsszel Airlines             | Szezonális: Brüsszel |
| easyJet                       | London–Gatwick, Milánó–Malpensa Szezonális: Nantes, Olbia |
| EGO Airways                   | Parma |
| Eurowings                     | Köln/Bonn, Stuttgart Szezonális: Düsseldorf, Hamburg |
| Iberia Express                | Szezonális: Madrid |
| ITA Airways                   | Milánó–Linate, Róma–Fiumicino |
| Lufthansa                     | Frankfurt |
| Luxair                        | Szezonális: Luxembourg |
| Ryanair                       | Alghero, Alicante, Beauvais, Bergamo, Berlin, Bologna, Bordeaux, Budapest, Cagliari, Catania, Comiso (2021 november 1-től), Cuneo, Genova, Hahn, Karlsruhe/Baden-Baden, Krakkó, Lisszabon (2021 október 31-től), London–Stansted, Lviv (2021 október 31-től), Madrid, Málta, Milánó–Malpensa, Palermo, Pisa, Porto (2021 október 31-től), Prága, Róma–Fiumicino, Sevilla, Szófia, Tel-Aviv (2021 október 31-től), Trieszt, Torino, Valencia, Velence, Verona, Bécs, Varsó–Modlin, Weeze Szezonális: Haniá, Dublin, Ibiza, Kosz, Liverpool, Maastricht, Marseille, Münster/Osnabrück, Páfosz, Szantorini, Zára, Zákinthosz |
| S7 Airlines                   | Szezonális: Moszkva–Domogyedovo |
| Scandinavian Airlines         | Szezonális: Koppenhága |
| Swiss International Air Lines | Szezonális: Zürich |
| Transavia                     | Amszterdam, Párizs–Orly Szezonális: Lyon, Nantes |
| Turkish Airlines              | Isztambul |
| Volotea                       | Catania, Palermo, Velence, Verona Szezonális: Athén, Korfu, Dubrovnik, Heraklion, Ibiza, Kefaloniá, Kosz, Lyon, Marseille, Mikonosz, Olbia, Palma de Mallorca, Preveza/Lefkada, Rodosz, Szantorini, Szkíathosz, Split (2022 június 1-től), Zákinthosz |
| Vueling                       | Barcelona |
| Wizz Air                      | Basel/Mulhouse (2021 november 1-től), Bologna, Bukarest, Budapest, Kolozsvár, Iași, Krakkó, Milánó–Linate, Milánó–Malpensa, Prága, Szófia, Tel-Aviv, Temesvár, Tirana, Treviso, Torino, Verona, Bécs, Varsó–Chopin Szezonális: Abu-Dzabi (2021 szeptember 21-től), Korfu, Dortmund, London–Luton (2022 június 16-tól), Mikonosz, Wrocław |

## Forgalom
Az utasforgalom az elmúlt években az alábbi módon változott:
| Utasok száma | 952 010 | 1 243 807 | 1 722 523 | 2 365 699 | 3 379 506 | 3 765 181 | 3 958 815 | 5 018 848 | 1 703 130 | 6 461 179 |
|              | 1999    | 2002      | 2004      | 2007      | 2010      | 2012      | 2015      | 2018      | 2020      | 2023      |

## Fordítás
- Ez a szócikk részben vagy egészben  a   Bari International Airport című angol Wikipédia-szócikk ezen változatának fordításán alapul.  Az eredeti cikk szerkesztőit annak laptörténete sorolja fel. Ez a jelzés csupán a megfogalmazás eredetét és a szerzői jogokat jelzi, nem szolgál a cikkben szereplő információk forrásmegjelöléseként.